# Ulrike Haunschmid
Ulrike Haunschmid (* 15. Juli 1945 in Nesselwängle) ist eine ehemalige österreichische Politikerin (FPÖ) und Gastwirtin. Sie war von 1986 bis 2004 Mitglied des österreichischen Bundesrates.

## Ausbildung und Beruf
Haunschmid besuchte von 1951 bis 1955 die Volksschule und absolvierte danach von 1955 bis 1959 die Hauptschule. Sie wechselte 1959 an die Höhere Bundeslehranstalt für wirtschaftliche Berufe und legte dort 1963 die Matura ab. 1962 erwarb sich Haunschmid Praxis in Montreux, danach arbeitete sie von 1963 bis 1965 im Gasthof-Hotel Koreth in Innsbruck, wobei sie als Rezeptionistin beschäftigt war. Sie wechselte danach an den Braugasthof Sigl in der Gemeinde Obertrum, wo sie ebenfalls als Rezeptionistin beschäftigt war. Sie war in der Folge von 1965 bis 1969 als Kurhausleiterin in Bad Hofgastein tätig, wobei sie dort von den Österreichischen Bundesforsten beschäftigt wurde. Danach übernahm sie 1970 den elterlichen Betrieb und war dort bis 1980 als Gastwirtin aktiv. Ab 1980 führte sie als Gastwirtin den Landgasthof Ranklleiten in Pettenbach. 
Haunschmid führte lange Zeit in Grünau die erste Erdäpfelpension Österreichs und war als „Erdäpfelbotschafterin“ auf der ganzen Welt unterwegs. Zuletzt verfasste sie „Das etwas andere Erdäpfelkochbuch“.

## Politik und Funktionen
Ulrike Haunschmid war von 1973 bis 1980 Obfrau des Bundes Österreichische Gastlichkeit und wurde Bezirksobfrau der Freiheitlichen Frauen in Kirchdorf. Sie war des Weiteren in der Freiheitlichen Partei Österreichs als Bezirksparteiobmann-Stellvertreterin der FPÖ Kirchdorf an der Krems aktiv und fungierte zudem als Mitglied der Landesparteileitung der FPÖ Oberösterreich. Zudem war sie Mitglied der Landesparteileitung der FPÖ Oberösterreich und Landessprecherin der FIT (Freiheitliche Initiative Tourismus) für Oberösterreich. Sie vertrat die FPÖ Oberösterreich vom 3. November 1997 bis zum 22. Oktober 2003 im Österreichischen Bundesrat. Sie war dabei von 2001 bis 2003 Vorsitzende im Ausschuss für Wirtschaft und Arbeit und von 1998 bis 2000 stellvertretende Ausschussvorsitzende im Ausschuss für Arbeit, Gesundheit und Soziales. Des Weiteren wirkte sie von 2000 bis 2003 als stellvertretende Ausschussvorsitzende im Ausschuss für soziale Sicherheit und Generationen sowie 2003 als stellvertretende Ausschussvorsitzende im Ausschuss für soziale Sicherheit und Generationen. Zudem war sie 2003 stellvertretender Ausschussvorsitzender im Gesundheitsausschuss und von 2001 bis 2003 Schriftführerin im EU-Ausschuss bzw. 2003 Schriftführerin im EU-Ausschuss.